# В поисках Фиделя
«В поисках Фиделя» (англ. Looking for Fidel) — документальный фильм американского режиссёра Оливера Стоуна, вышедший через год после фильма «Команданте».

## Сюжет
Толчком к созданию «В поисках Фиделя» послужили события 2003 года, когда на Кубе были арестованы и осуждены на 25 лет лишения свободы 75 диссидентов, пытавшихся захватить самолёт и эмигрировать в США. Мировое сообщество обвиняло Кубу и кубинского лидера в нарушении прав человека. Кульминацией картины стал разговор кубинского лидера с теми самыми диссидентами и их вопросы друг другу. Создавая картину, режиссёр беседовал как с диссидентами и их женами, так и с представителями правительственных кругов. С самим же Фиделем Стоун провёл в общей сложности 30-часовое интервью. По иронии судьбы в 2006 году американские власти оштрафовали съёмочную группу фильма за «нарушение экономического эмбарго» против Кубы, чем вызвали насмешки по поводу «цены свободы слова».

## В ролях
| Актёр             | Роль               |
| ----------------- | ------------------ |
| Фидель Кастро     | в роли самого себя |
| Оливер Стоун      | в роли самого себя |
| Хуанита Вера      | в роли самой себя  |
| Джимми Картер     | архивная запись    |
| Эрнесто Че Гевара | архивная запись    |